# Marginaria platylepis
Marginaria platylepis là một loài thực vật có mạch trong họ Polypodiaceae. Loài này được (Mett. ex Kuhn) Pic. Serm. miêu tả khoa học đầu tiên năm 1977.